# Allopauropus puritae
Allopauropus puritae är en mångfotingart som beskrevs av Dominguez och Ulf Scheller 1987. Allopauropus puritae ingår i släktet småfåfotingar, och familjen fåfotingar. Inga underarter finns listade i Catalogue of Life.